# Nemours
Nemours là một xã trong vùng hành chính Île-de-France, thuộc tỉnh Seine-et-Marne, quận Fontainbleau, tổng Nemours. Tọa độ địa lý của xã là 48° 16' vĩ độ bắc, 02° 41' kinh độ đông. Nemours nằm trên độ cao trung bình là 62 mét trên mực nước biển, có điểm thấp nhất là 57 mét và điểm cao nhất là 133 mét. Xã có diện tích 10.83 km², dân số vào thời điểm 1999 là 12.898 người; mật độ dân số là 1091 người/km².

## Nhân vật nổi tiếng
- Étienne Bézout, nhà toán học.

## Dân số
Người dân ở đây được gọi là Nemouriens.
Điều tra dân số năm 1999, dân số là 12.898.

The population in 1906 was 4,814.

### Thành phố kết nghĩa
- Mühltal, Đức
- Cerignola, Ý